# Строчица (Минский район)
Стро́чица (бел. Стро́чыца) — деревня в Минском районе Минской области Республики Беларусь. В составе Щомыслицкого сельсовета.

## География
К северо-востоку от деревни, за рекой Птичь расположен Белорусский государственный музей народной архитектуры и быта. В 1,5 км к северо-западу находится т. н. Строчицкое городище (более известное как Городище на Менке).

## История
В 1709 году упоминается как деревня Строчицы в составе фольварка Городище Минском воеводстве Великого Княжества Литовского.
В деревне растут посаженные деревья, которым приблизительно 300 лет — дубы, а также аллея старых лип, примерно 200-летних. Сама деревня состоит из двух частей, дальняя прямая с дубами более старая. Есть версия, что рядом, где река Менка впадает в реку Птичь, собственно и было изначально поселение Менск. Его разрушили киевские князья Ярославовичи, при походе на Полоцк. На месте старого Менска, стоит деревня Городище.
В годы подъёма революционного и национально-освободительного движения будущий большевик Феликс Дзержинский скрывался в Строчицах от царской охранки у своих знакомых. До сих пор в деревне есть аллея старых лип, которую местные называют аллеей Дзержинского. Усадьбу жителей Строчиц, помогавшим Дзержинскому, ни коим образом не изменяли и их самих не репрессировали до самой их смерти, до начала второй мировой войны.
Сегодня Строчицы известны благодаря Этнографическому музею белорусского деревянного зодчества, основанному в 80-х годах XX века. Музей был задуман ещё в 1900 году известным белорусским художником Фердинандом Рущицем, но мировые войны, прокатившиеся по Беларуси, не дали осуществить ему этот проект.
В 1924—1939 годах центр Строчицкого сельсовета.

## Население

### Численность
- 2009 год — 61 человек

### Динамика
- 1999 год — 96 человек (перепись населения)
- 2009 год — 61 человек (перепись населения)

## События и мероприятия
- 27-28 июня 2015 года — фестиваль "Эпоха Рыцарства"

## Культура
- Белорусский государственный музей народной архитектуры и быта (расположен между населёнными пунктами Строчица и Озерцо)

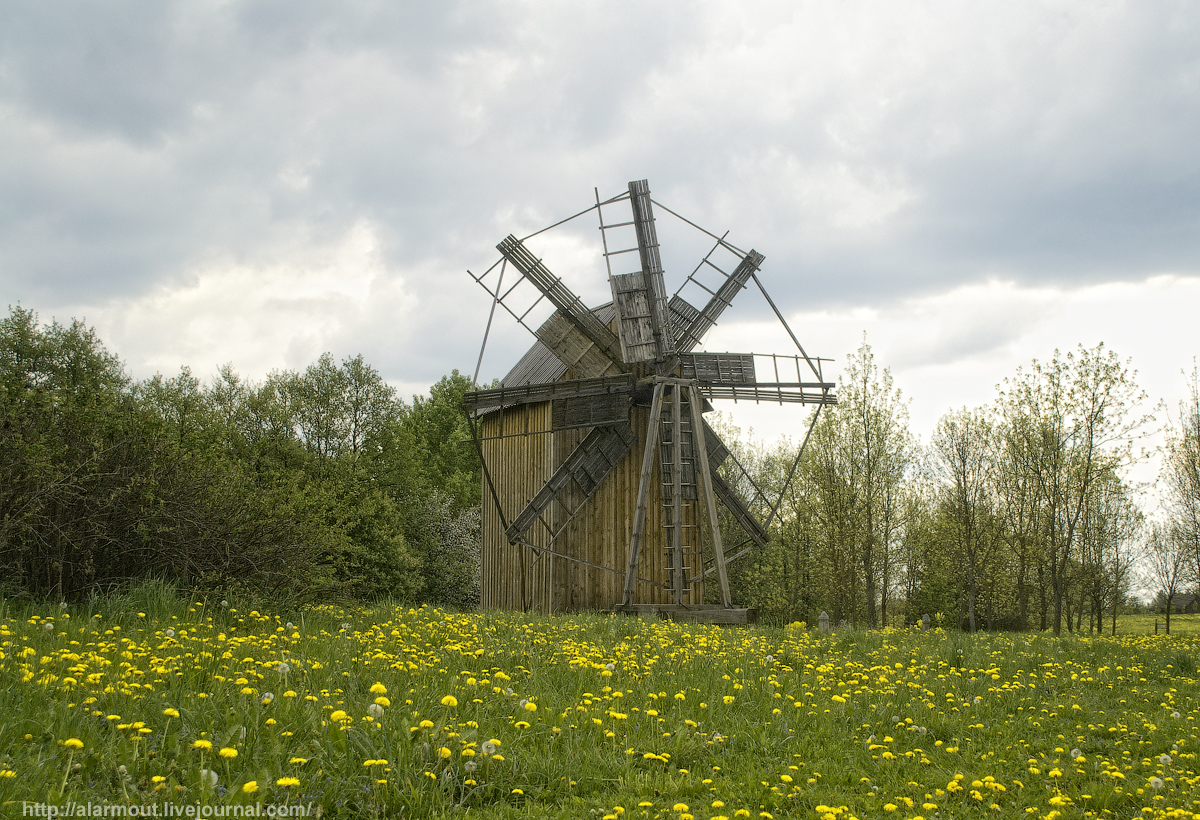
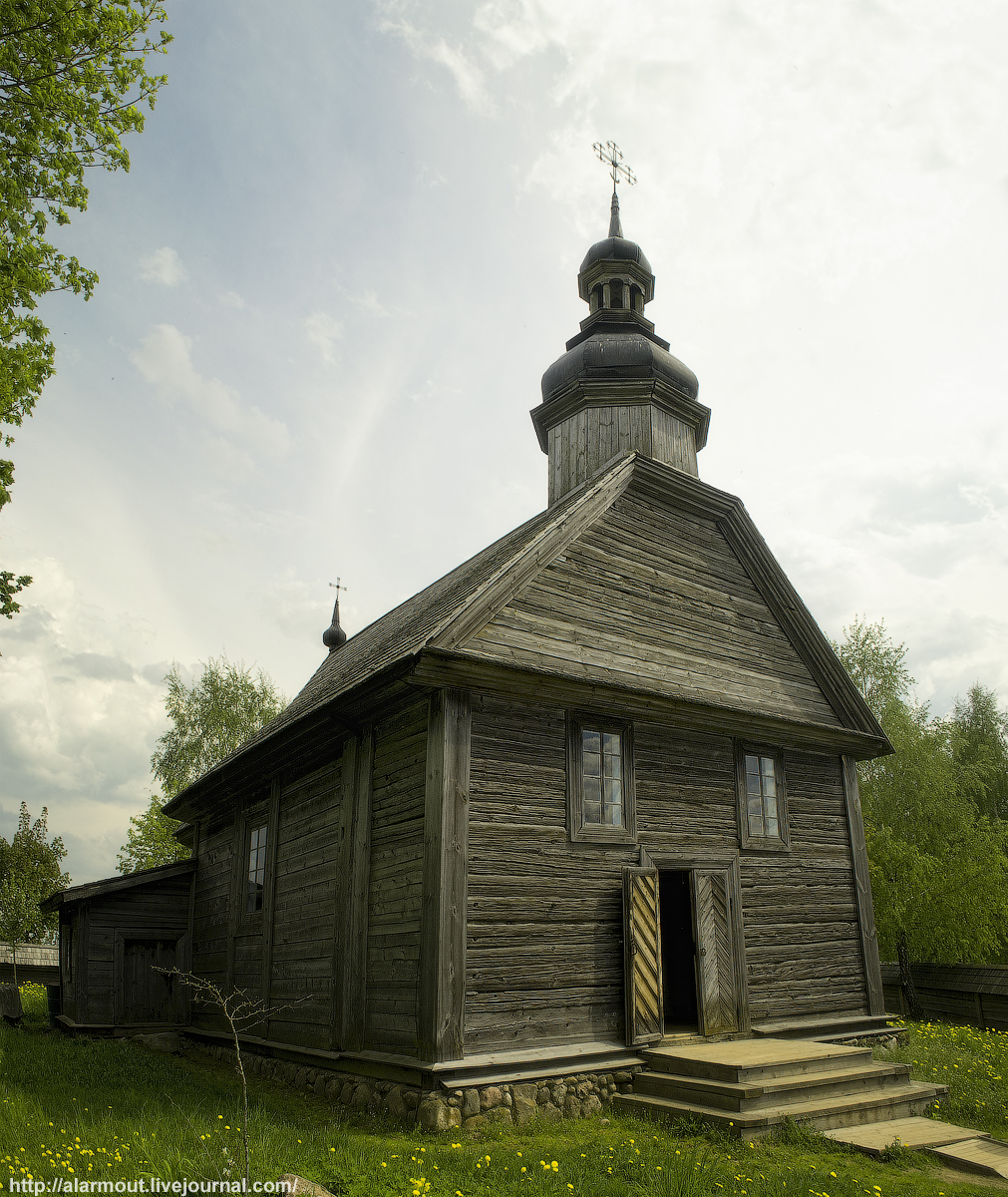
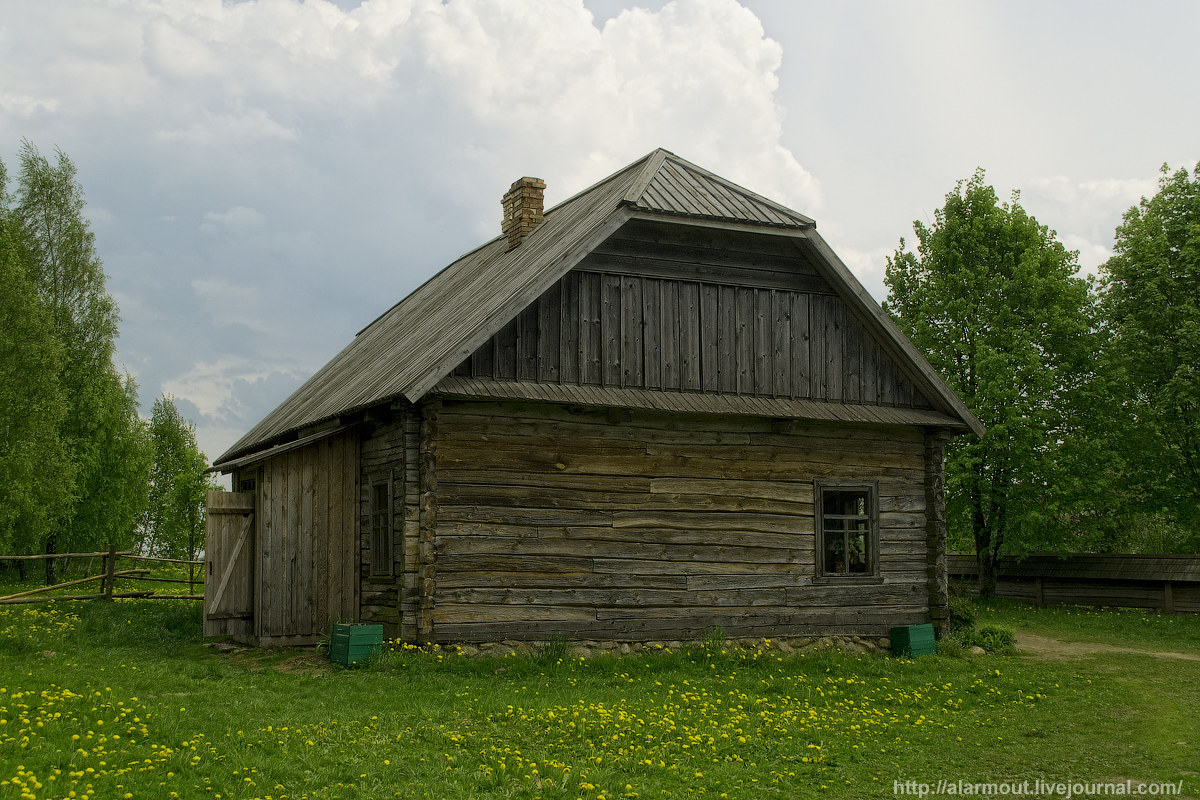
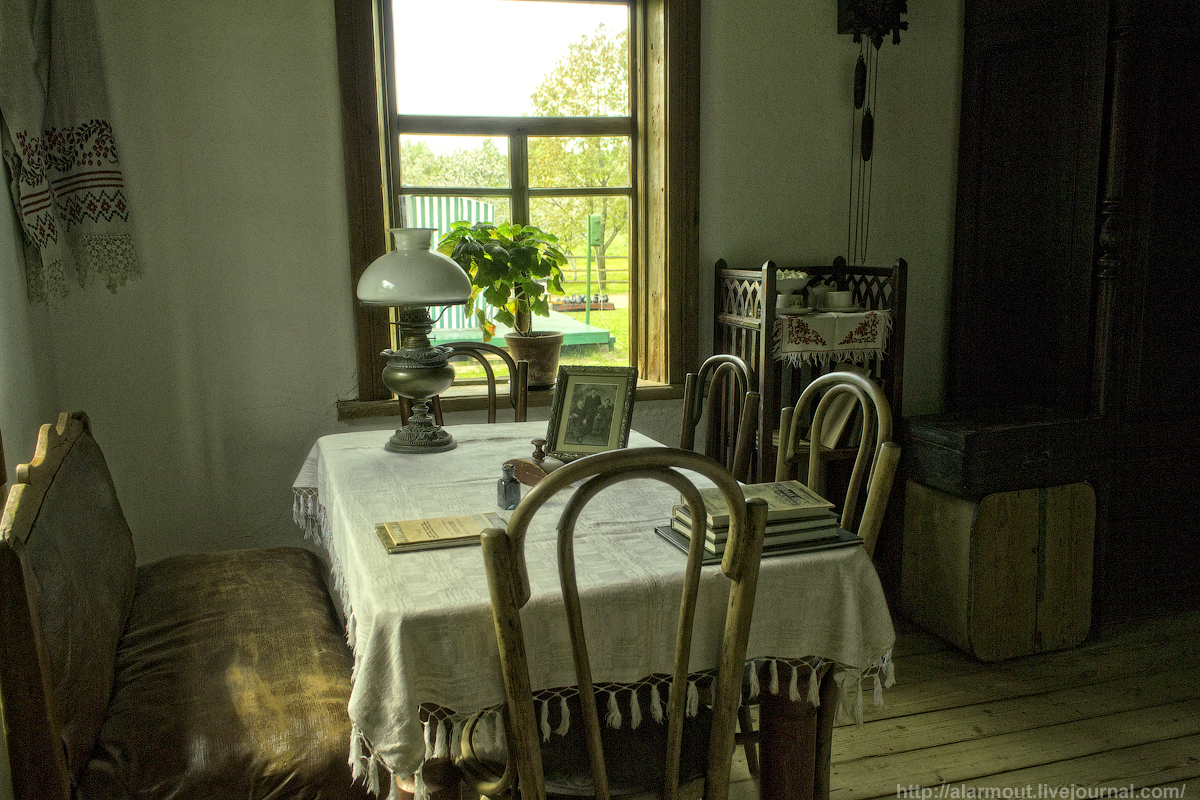
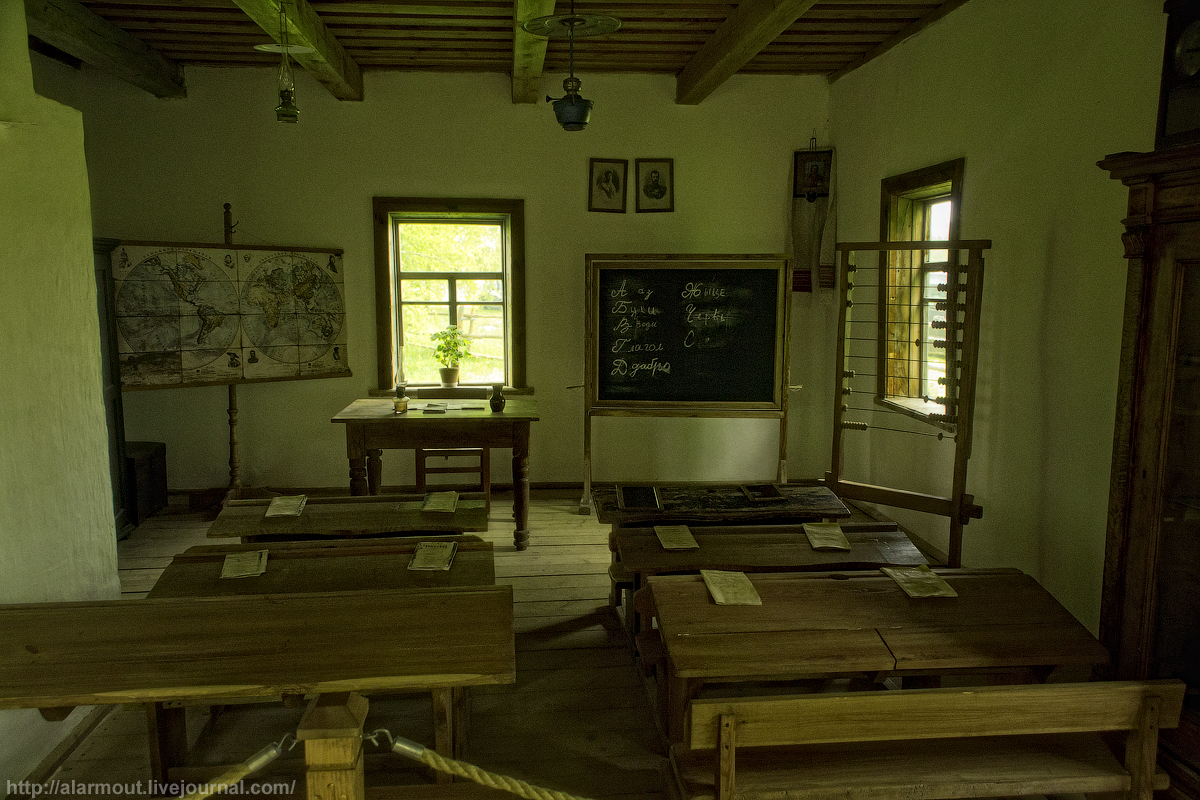
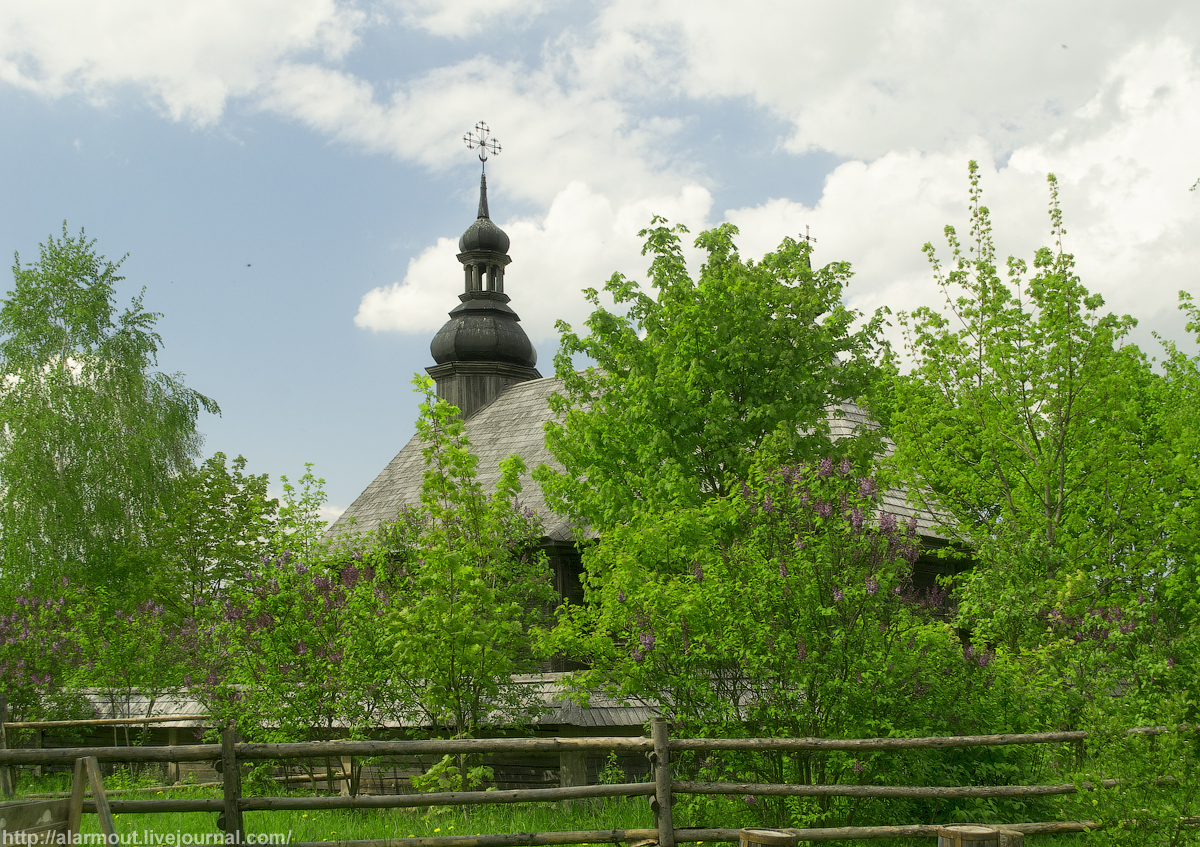
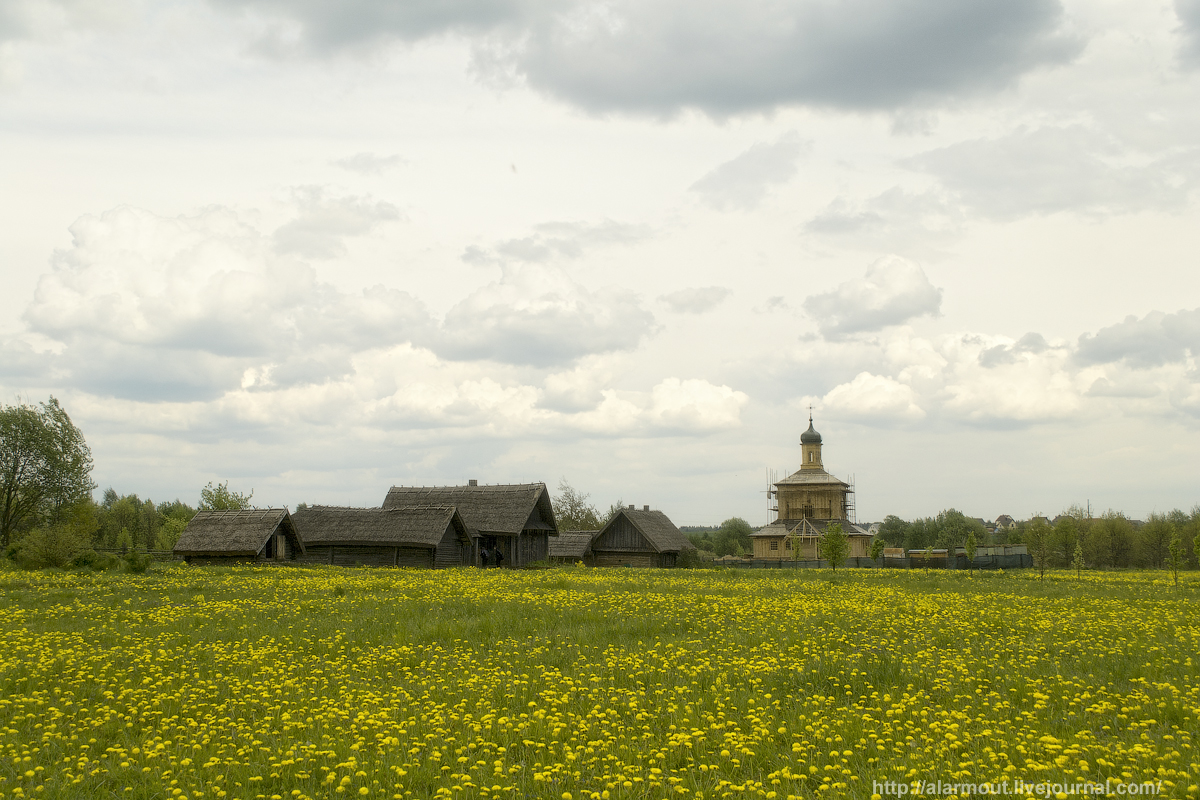

## Достопримечательность
- Городище на Менке, местное название "Вал". Известно также как Строчицкое городище —  Историко-культурная ценность Республики Беларусь, шифр 613В000357.

Археологический комплекс из городища и поселения IX в. — середины XI в. на реке Менке (Мене) около д. Городище, в 1,5 км к северо-западу от д. Строчица Щомыслицкого сельсовета Минского района.
- Придорожный знак на пути из деревни Строчица в музей народной архитектуры и быта.